# Casablanca (Zaragoza)
Casablanca es uno de los 16 distritos municipales de Zaragoza, situado en la zona sur de la ciudad. Su nombre deriva del edificio de color blanco situado junto a las esclusas del Canal Imperial de Aragón, mandado construir por Ramón Pignatelli.

## Reseña
El nombre de este barrio tiene un origen muy particular y que muy pocos conocían: 

En diciembre de 1946, llegó a la capital del Ebro (antes que a ningún otro lugar de España) la película Casablanca. Tal fue la sensación social que le cambió el nombre a un barrio: Muchos no saben que el barrio antes se llamaba Casa Blanca por una casa encalada que todavía existe. De repente, llega la película y se empieza a escribir junto.
Agustín Sánchez Vidal.

La urbanización de Nuestra Señora de Las Nieves, vulgarmente conocida como «Las Nieves» forma parte del barrio desde su construcción, hacia el final de los años 60. Como promoción de vivienda de protección oficial, fue una de las urbanizaciones pioneras en Zaragoza en las que se planteaba una configuración de bloques alrededor de una plaza con equipamientos comunes de zonas verdes e incluso calefacción central. El hecho de estar situada en la margen derecha del Canal Imperial de Aragón, aislada del resto del barrio junto a la configuración social del mismo y a los fuertes vínculos de relación entre los vecinos hizo que el ambiente que se respiraba en sus calles se asemejara al de una pequeña población.  Actualmente es un barrio tranquilo de la zona sur de Zaragoza lleno de vida con multitud de comercios locales y con 2 centros deportivos muy importantes como son El Olivar y el Stadium Casablanca.
También forma parte de este distrito el pequeño barrio de Santa Fe, que se halla enclavado entre los términos municipales de Cuarte de Huerva y Cadrete, con cuyos núcleos urbanos forma un trazado urbano continuo.
El 23 de febrero de 2018 se modificó el distrito con la creación del Distrito Sur que comprende los barrios de Valdespartera, Rosales del Canal, Montecanal y Arcosur.
El distrito Casablanca tiene los siguientes límites: Desde la intersección de la avenida Alcalde Gómez Laguna con Vía Hispanidad, por ésta y continuando por la mediana de Ronda Hispanidad (Z-30) hasta el cruce con el Canal Imperial de Aragón, y por el eje de éste en dirección sur hasta el cruce con el camino de la Junquera, siguiendo por él hasta la intersección con el camino del Alfaz, sigue este camino hasta el límite de término con Cuarte y por el límite con Cuarte, Cadrete y María de Huerva hasta la intersección con la A-23, por la mediana de ésta en dirección Zaragoza (incluyendo las parcelas del Colegio Británico, de la Ciudad Deportiva y la fábrica de vidrio) hasta la intersección con la Z-40, por el eje de la calzada a Madrid en dirección sureste hasta la intersección con la N-330 y por ésta y Vía Ibérica hasta el cruce con Avenida Alcalde Gómez Laguna y desde esta rotonda hasta la intersección de la Avenida Alcalde Gómez Laguna con Vía Hispanidad.
En 2018 el distrito Casablanca quedó con una superficie de 5 693 768 m² y una población de 10 279 habitantes.

## Galería

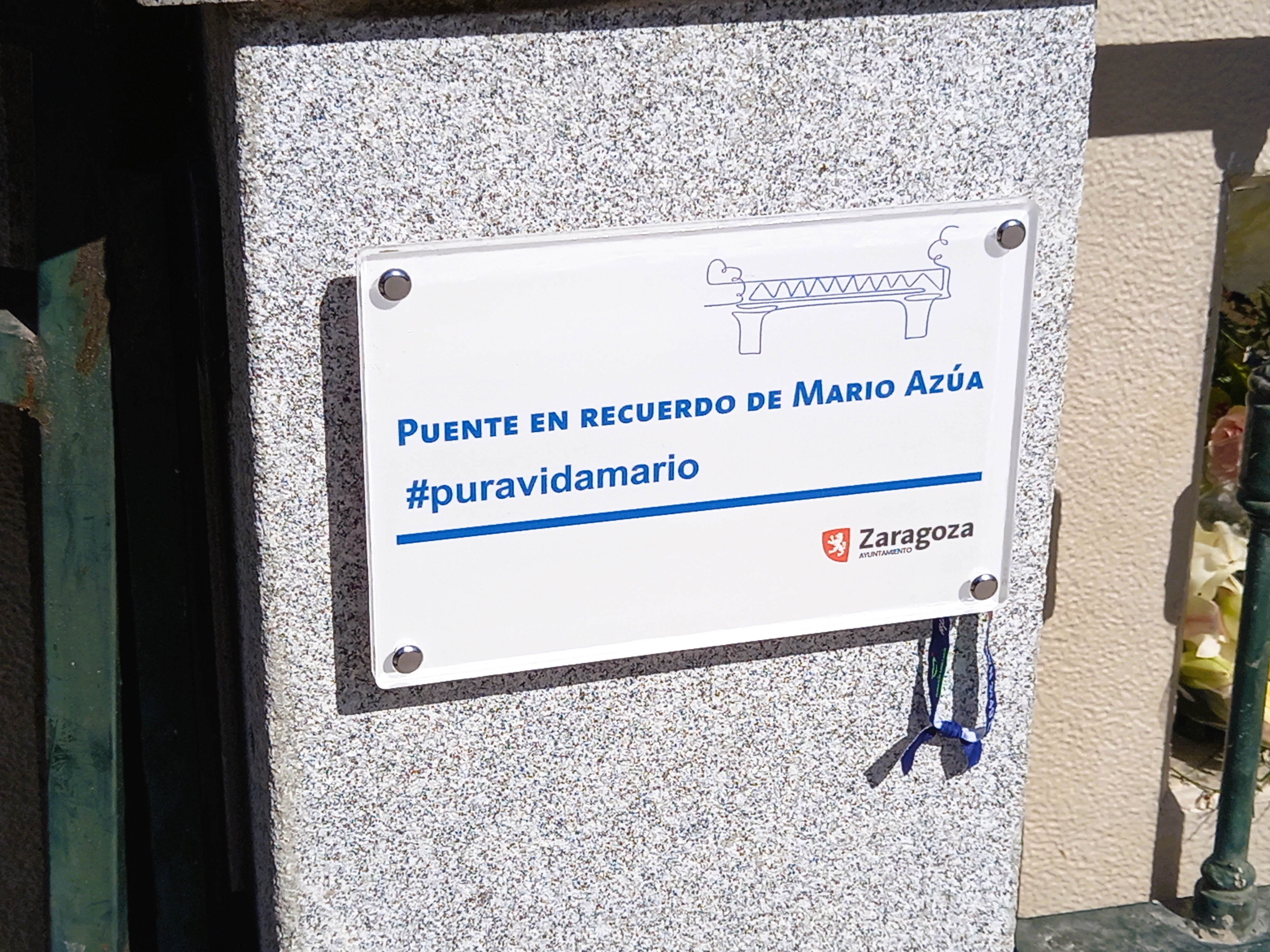
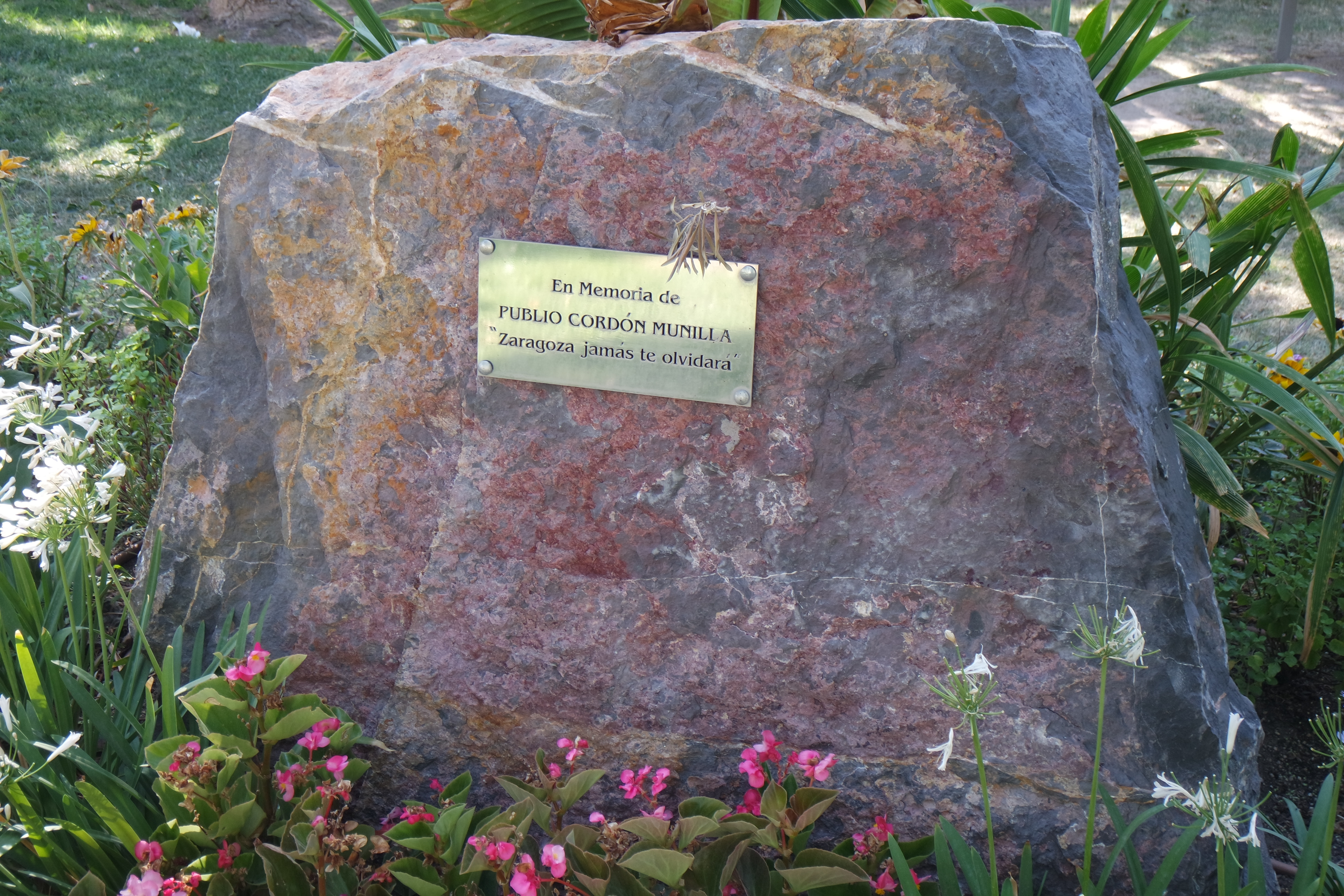
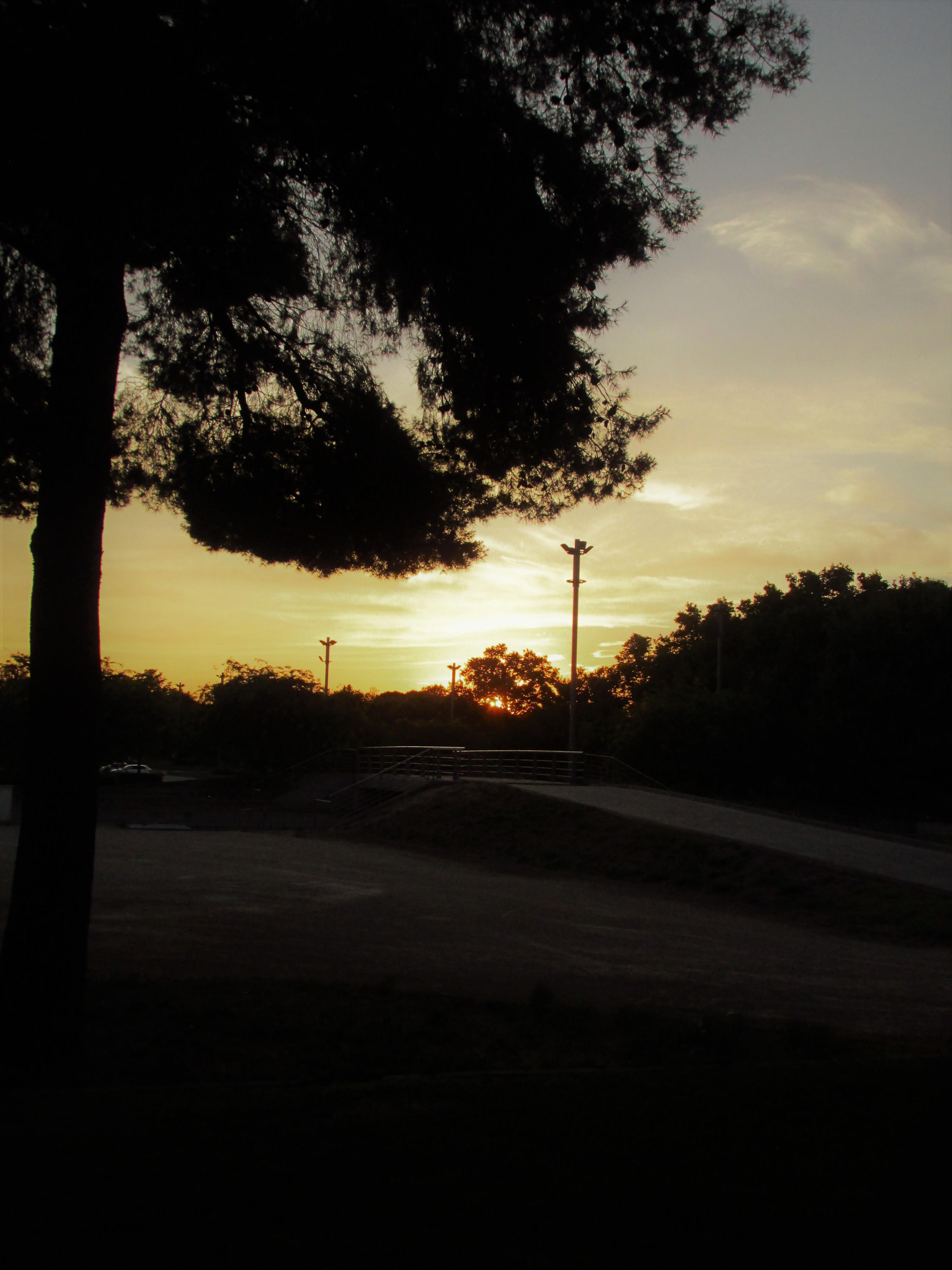
Andador Publio Cordón.
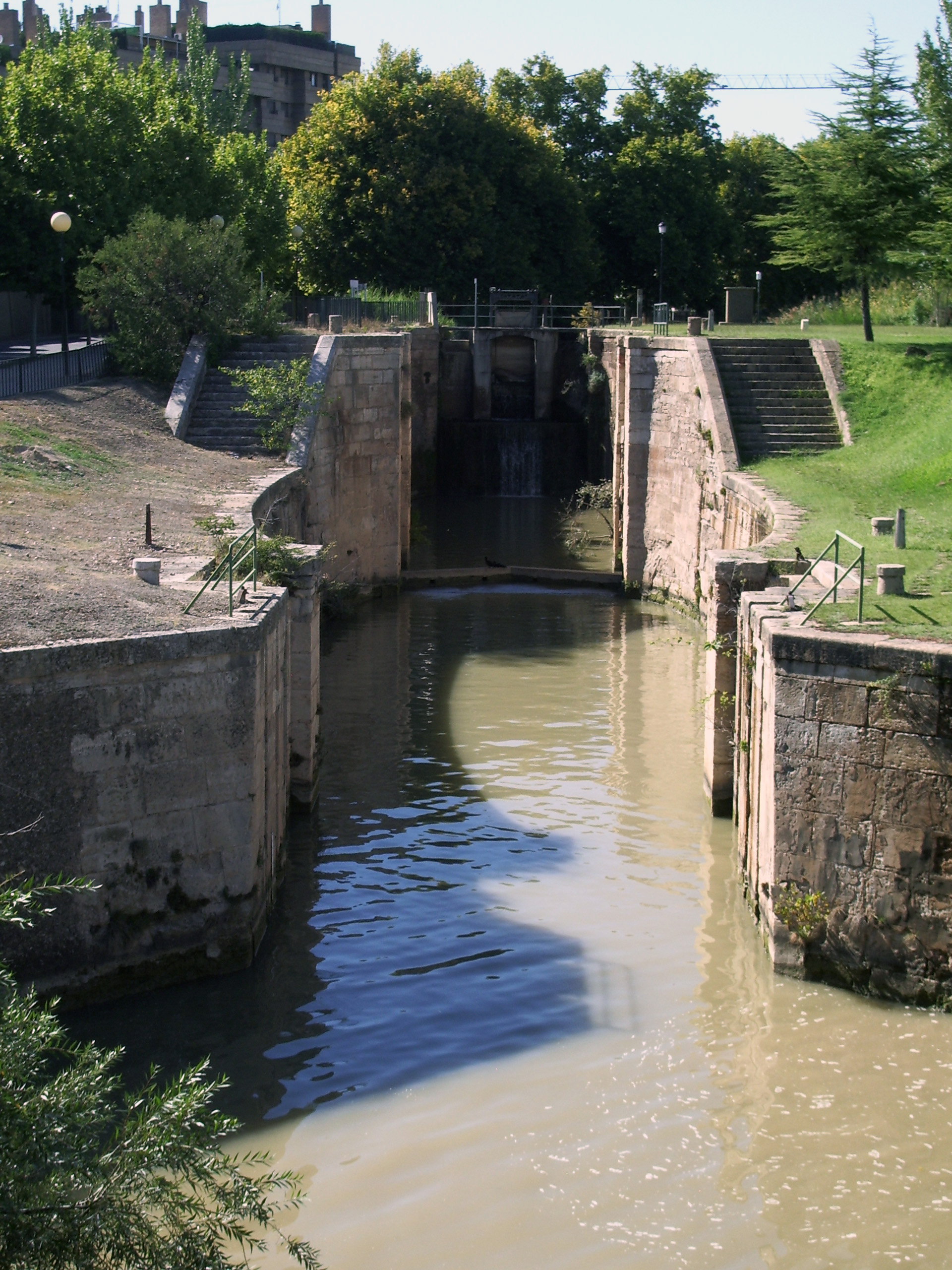
Esclusas del Canal Imperial de Aragón en Casablanca.
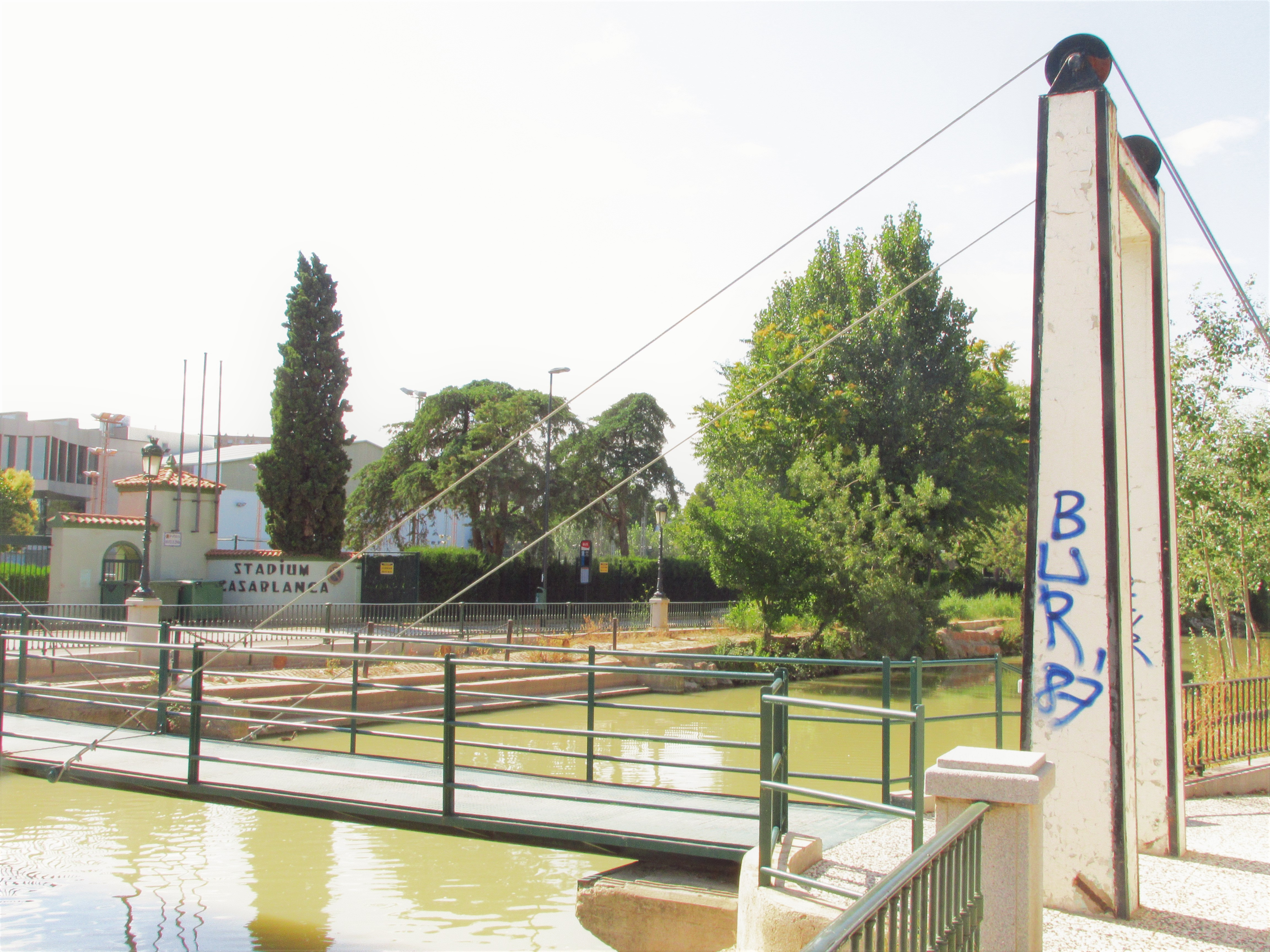
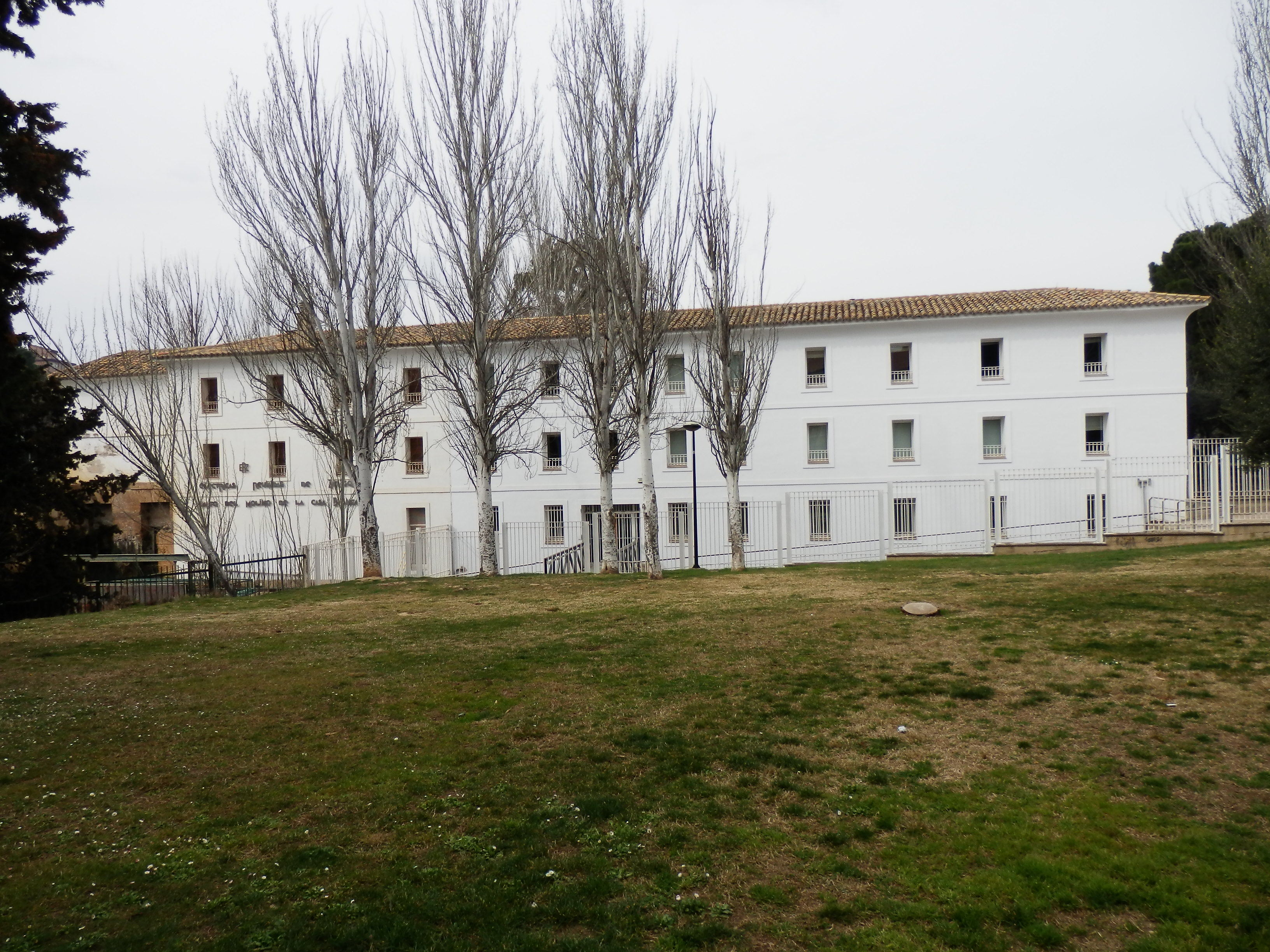
Casa del Salto del Molino de la Casa Blanca.
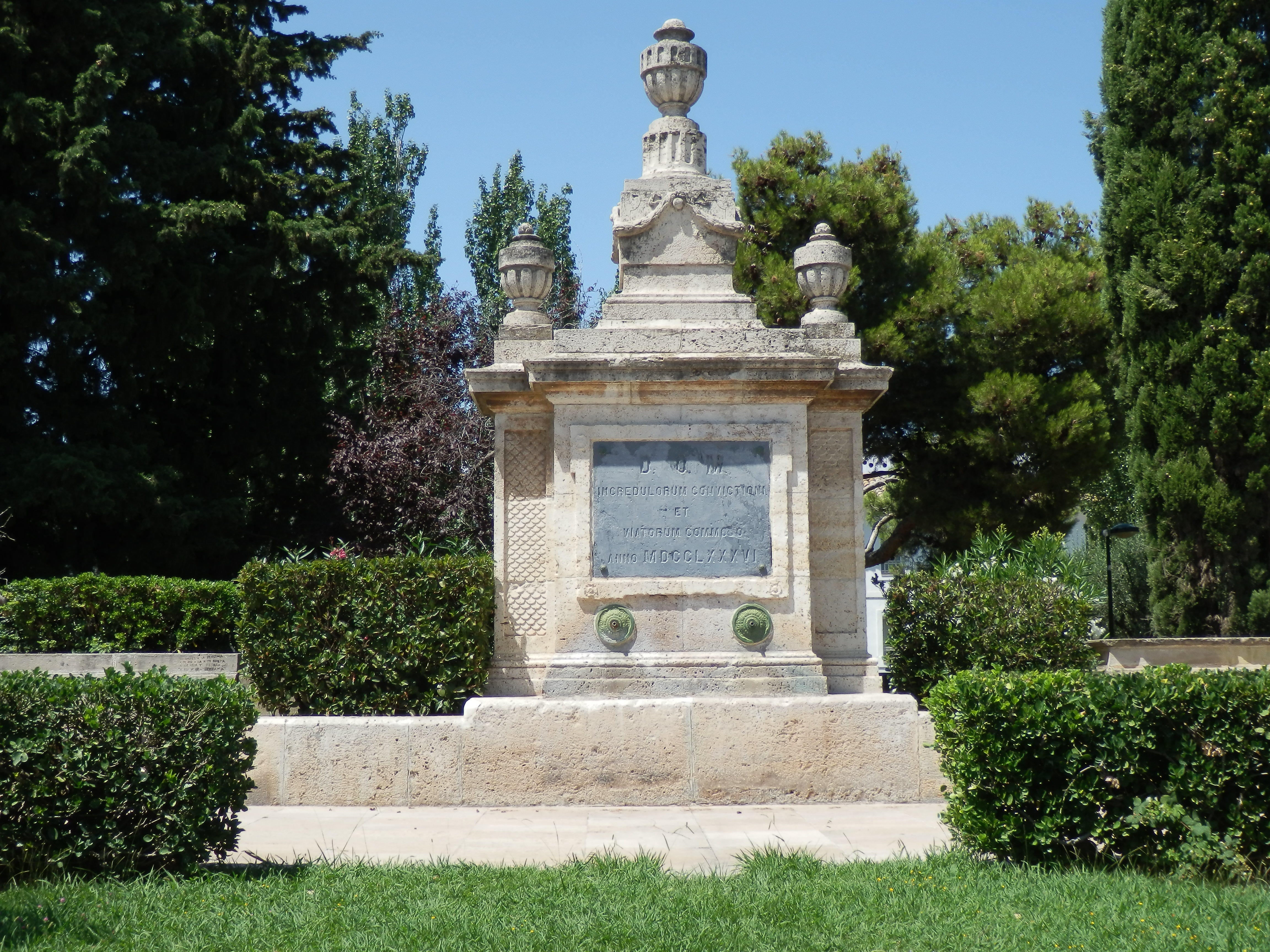
Fuente de los Incrédulos.
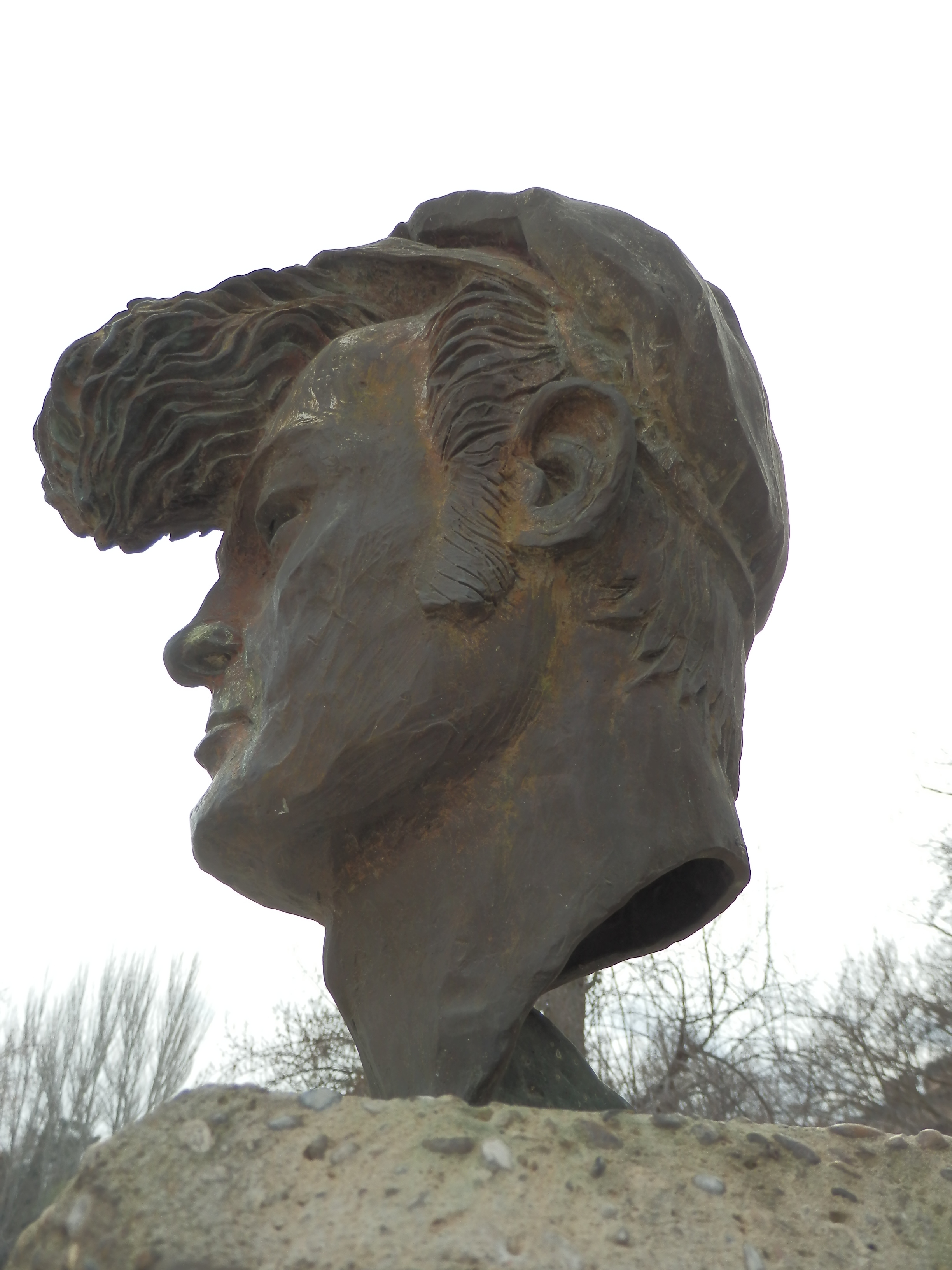
Monumento a Mauricio Aznar Muller en Casablanca.
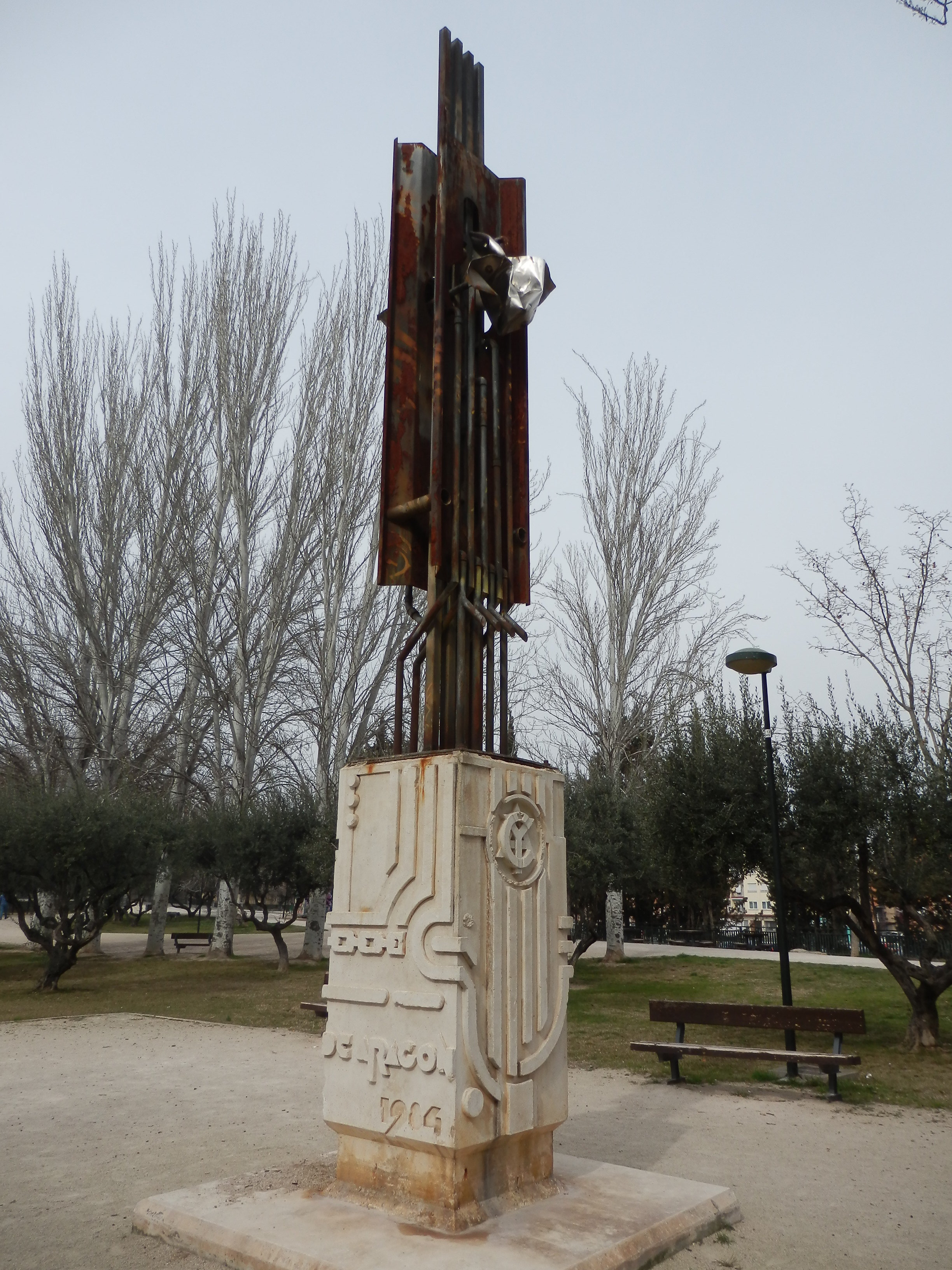
Monumento al Canal Imperial de Aragón.
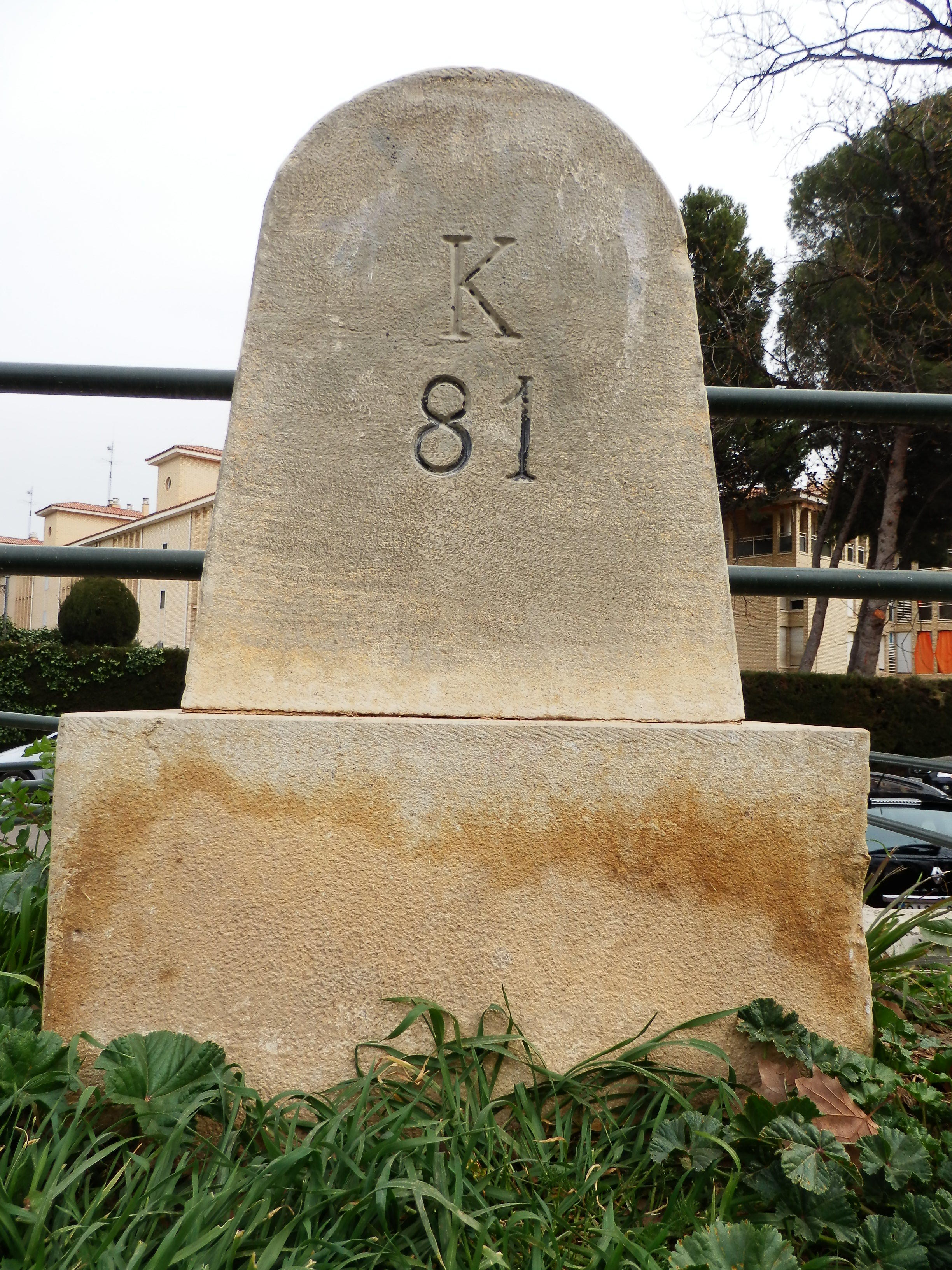
Mojón del Canal Imperial de Aragón en Casablanca.
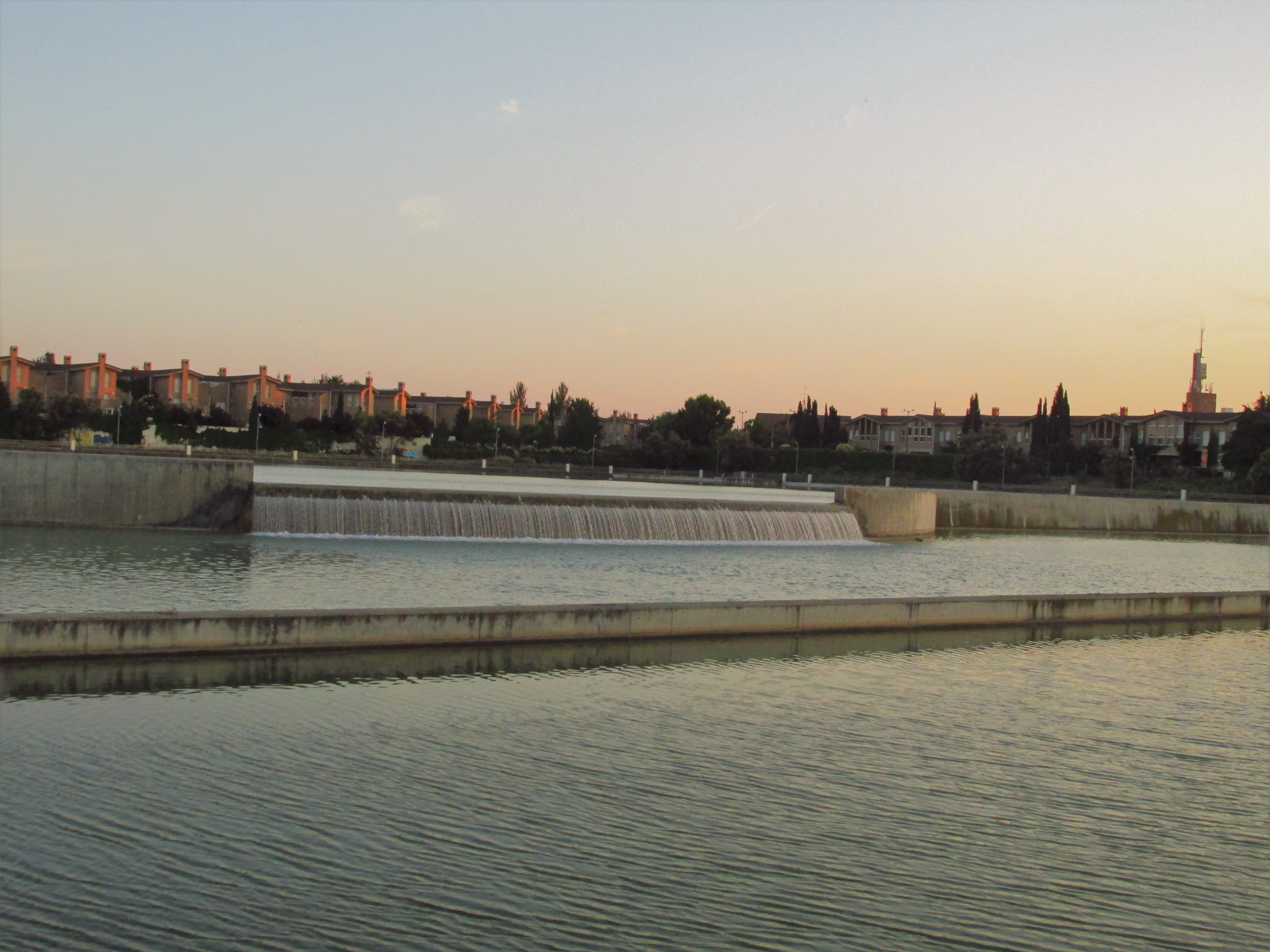
Parque de los Depósitos del Canal de Casablanca.
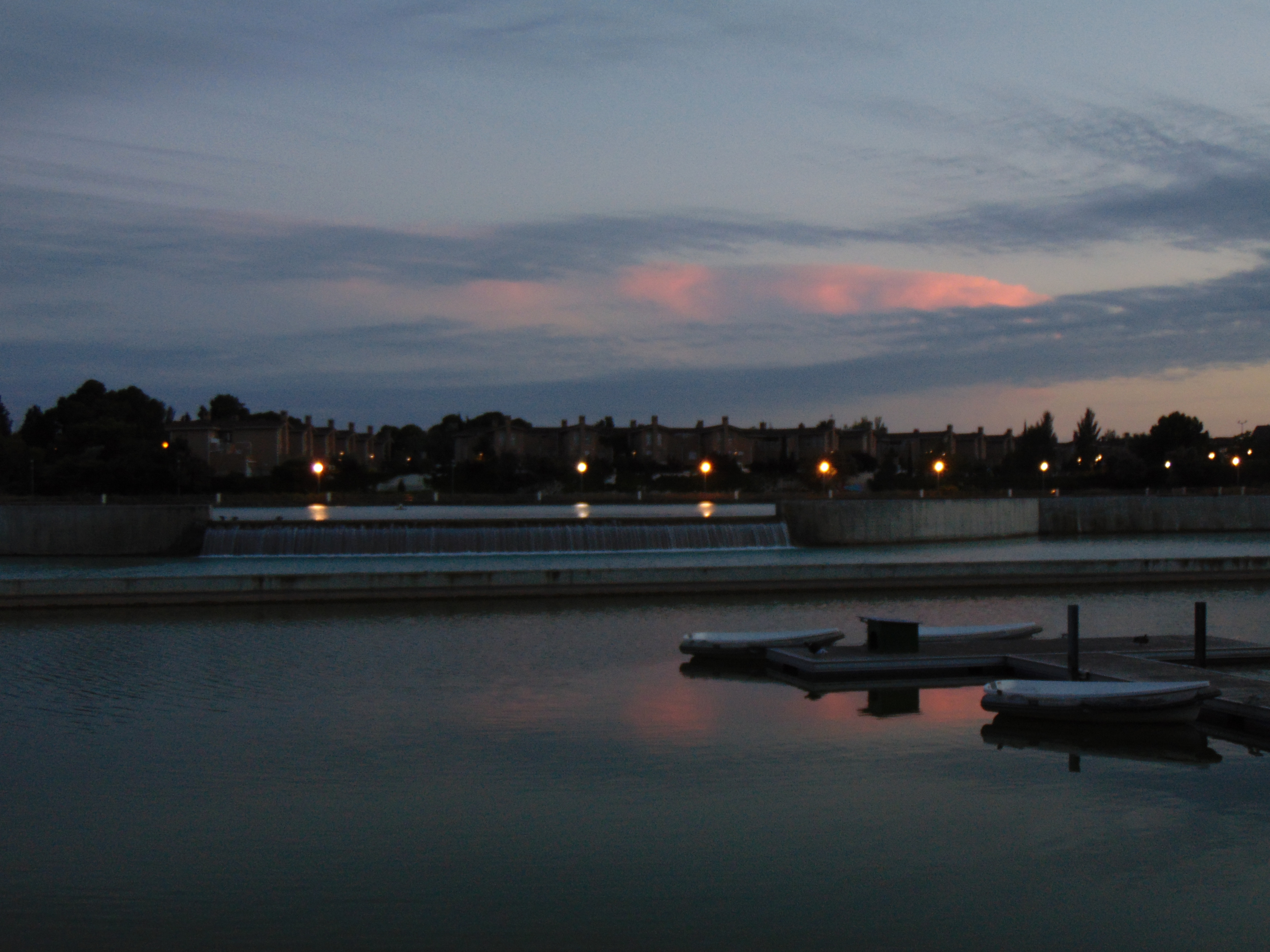
Parque de los Depósitos del Canal de Casablanca.
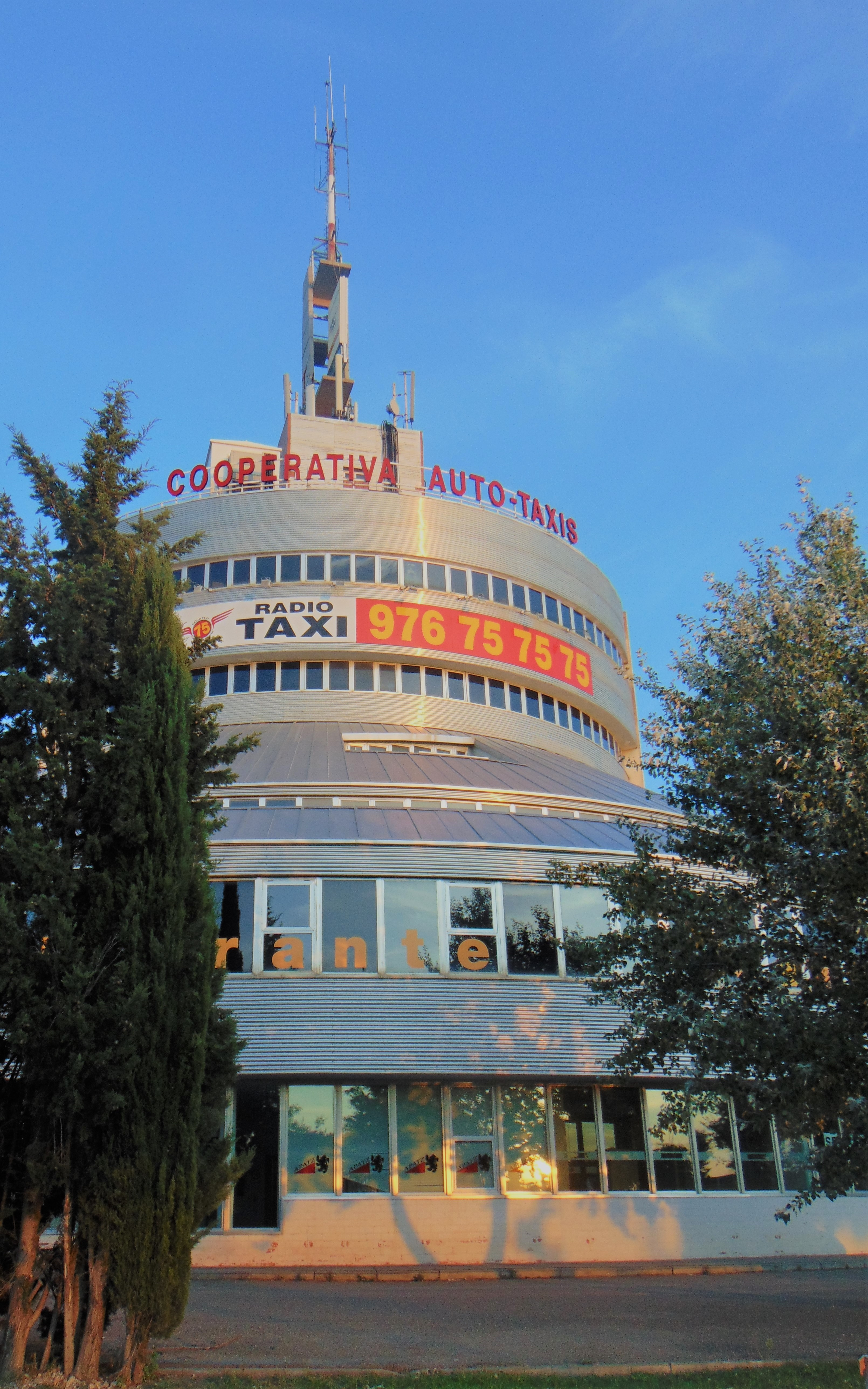
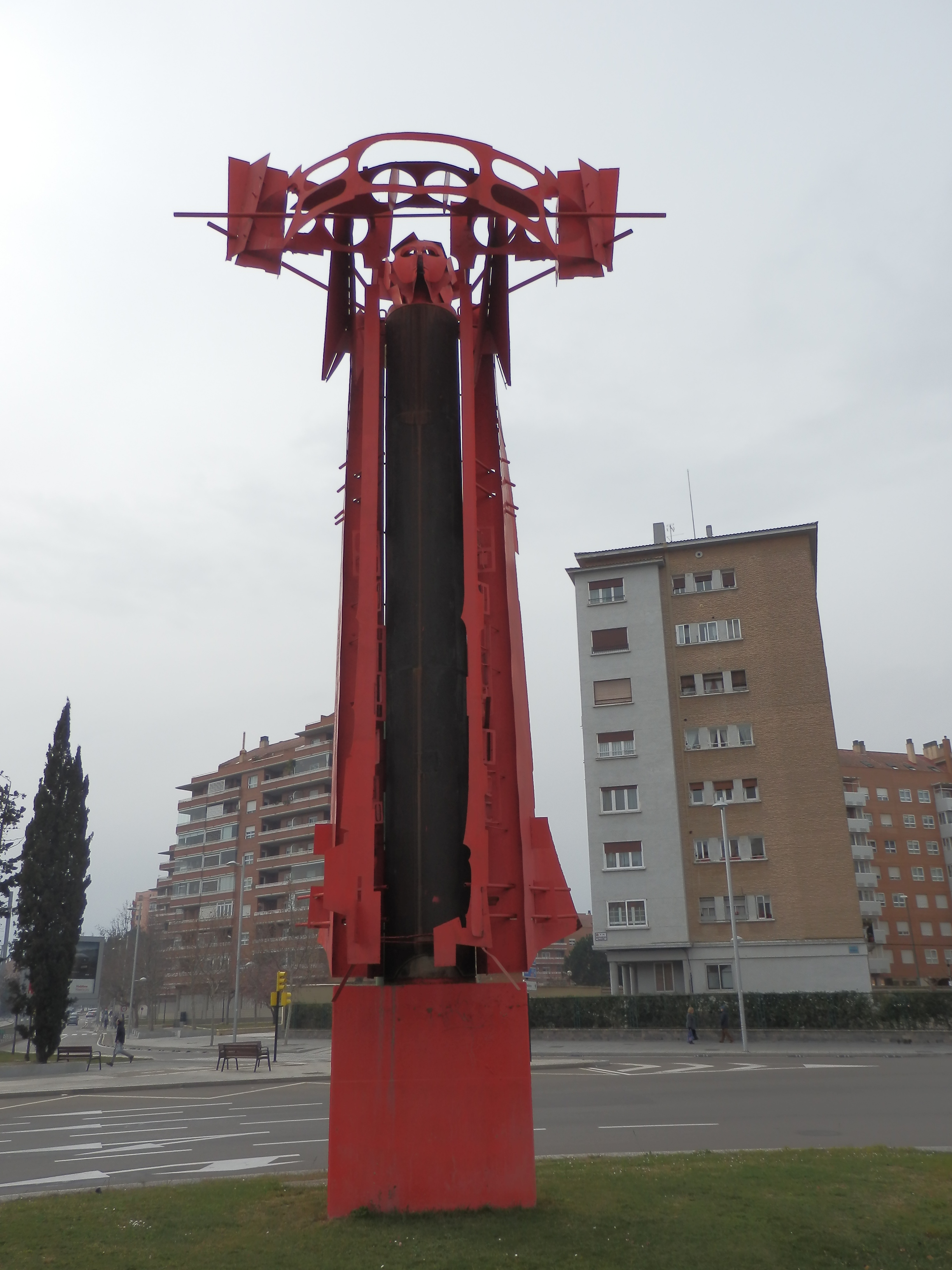
Escultura de Ángel Orensanz de 1986.
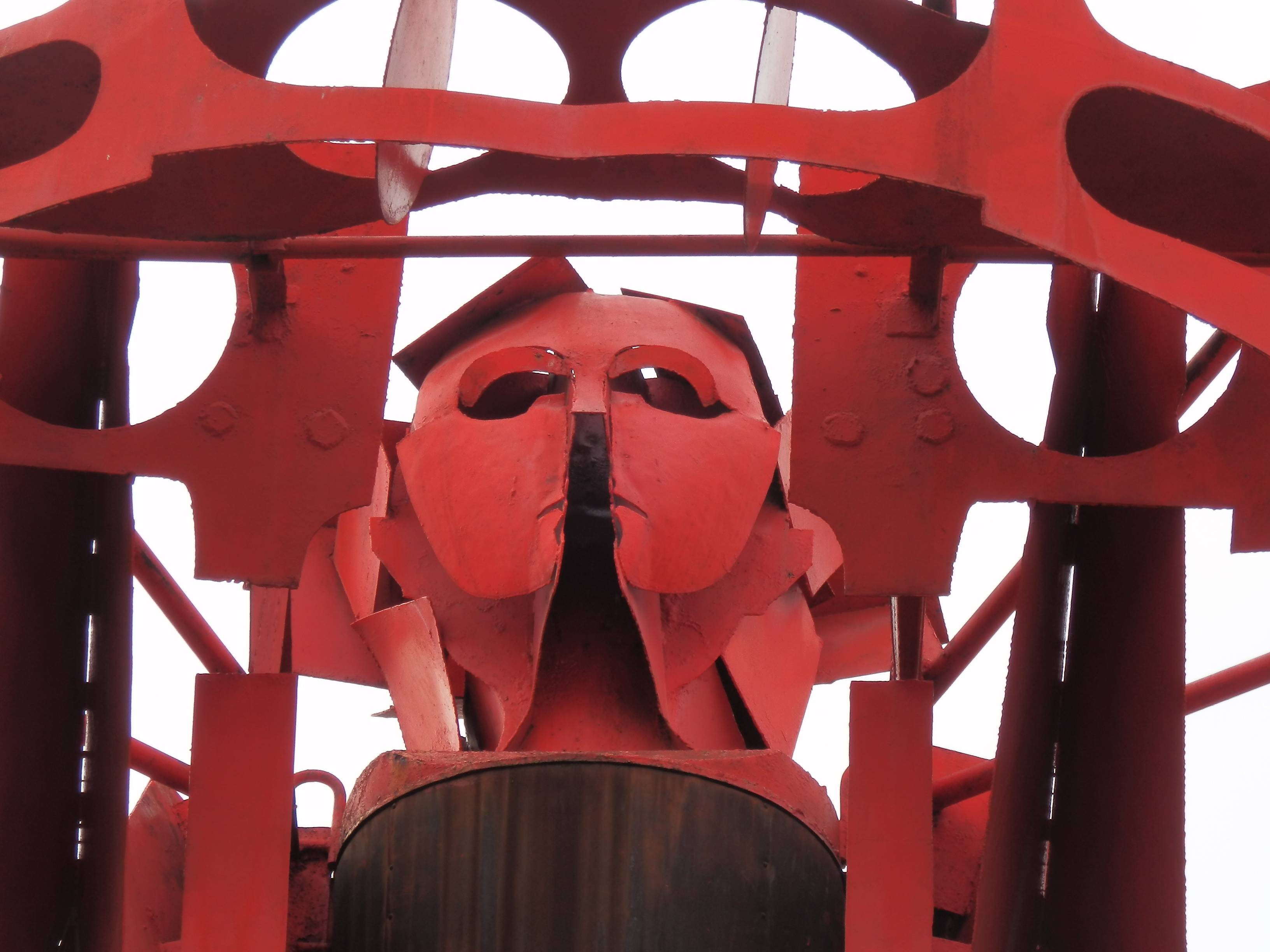
Escultura de Ángel Orensanz de 1986.
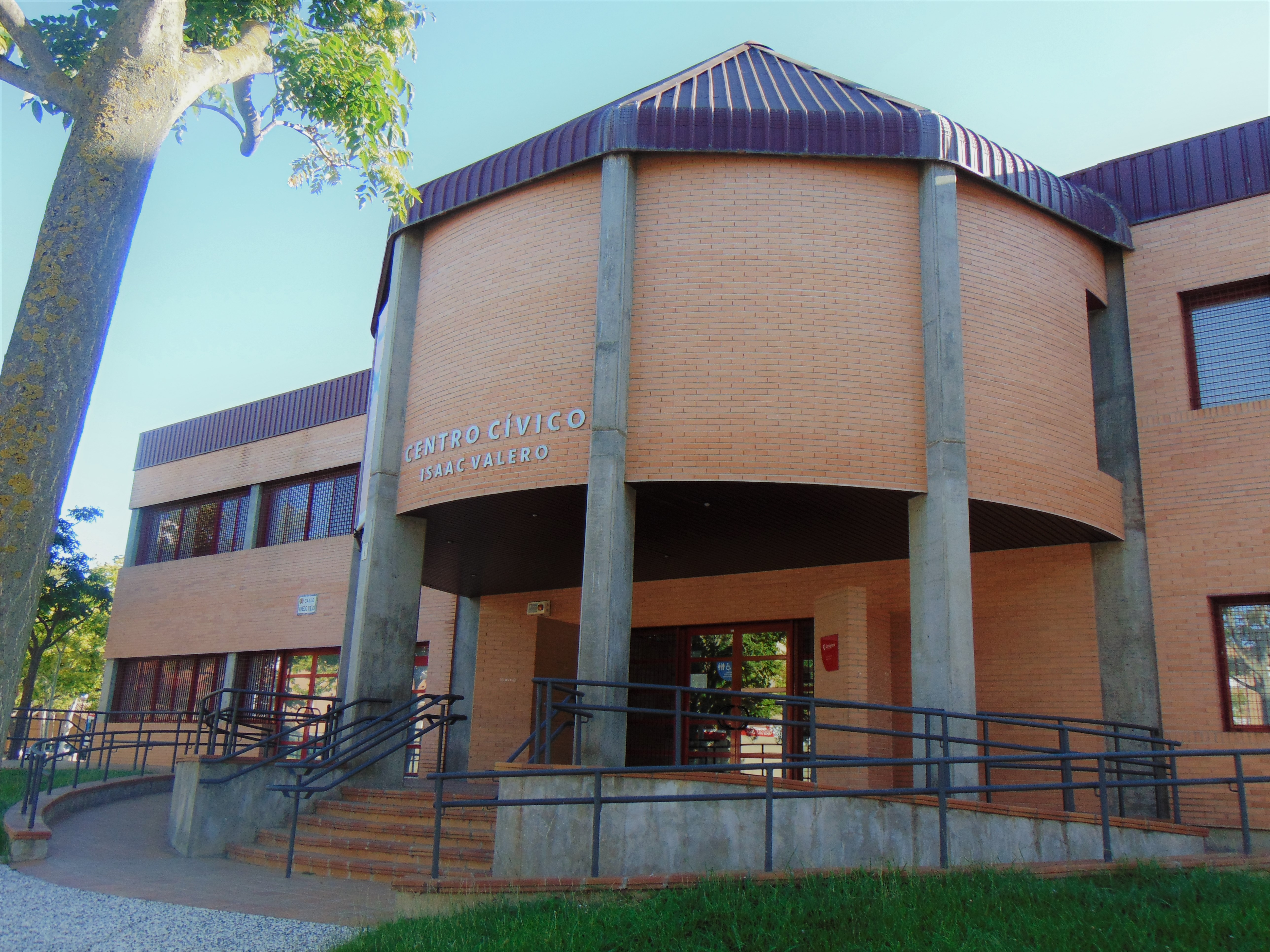
Centro Cívico Isaac Valero.
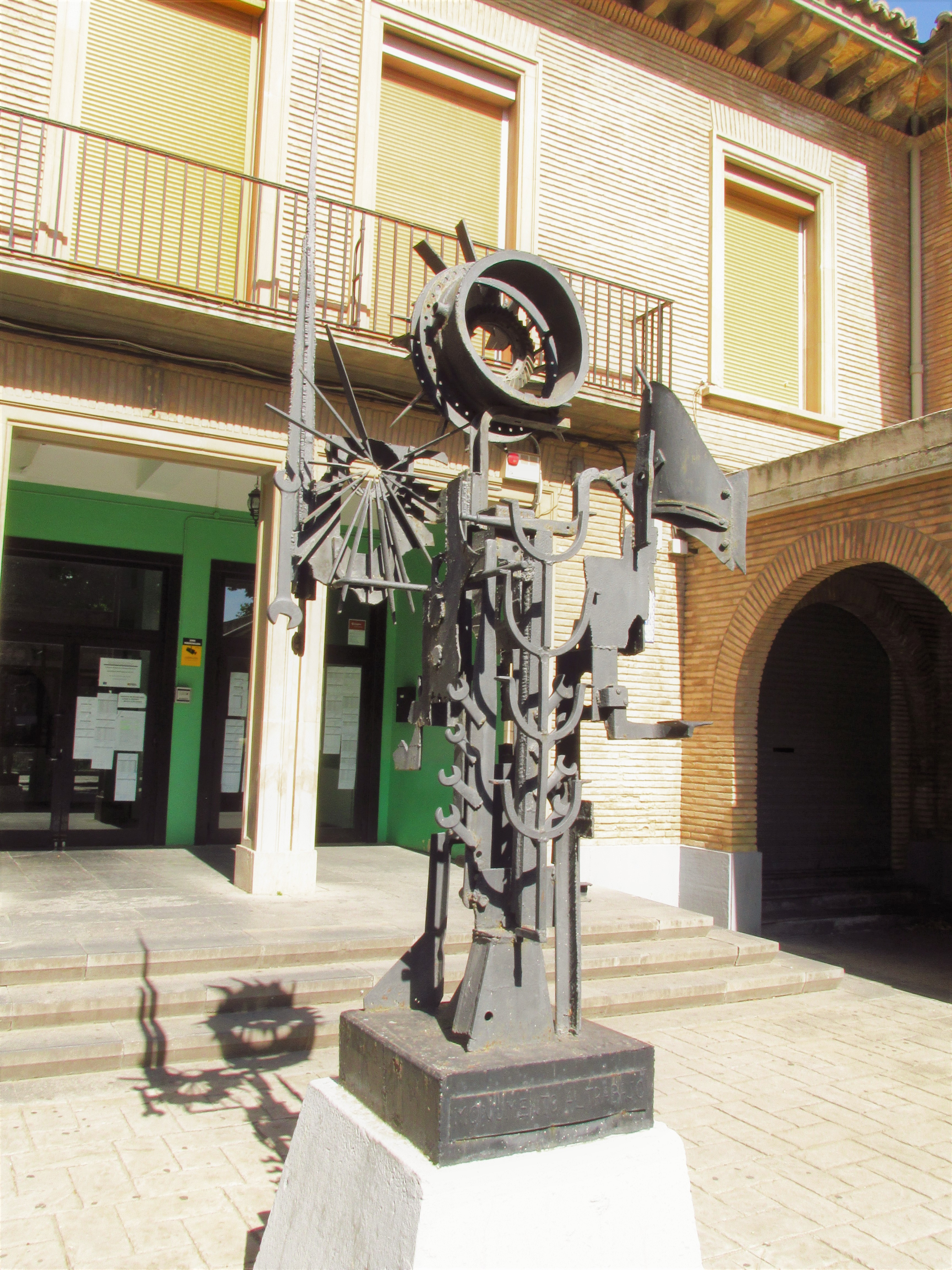
Exaltación al trabajo.
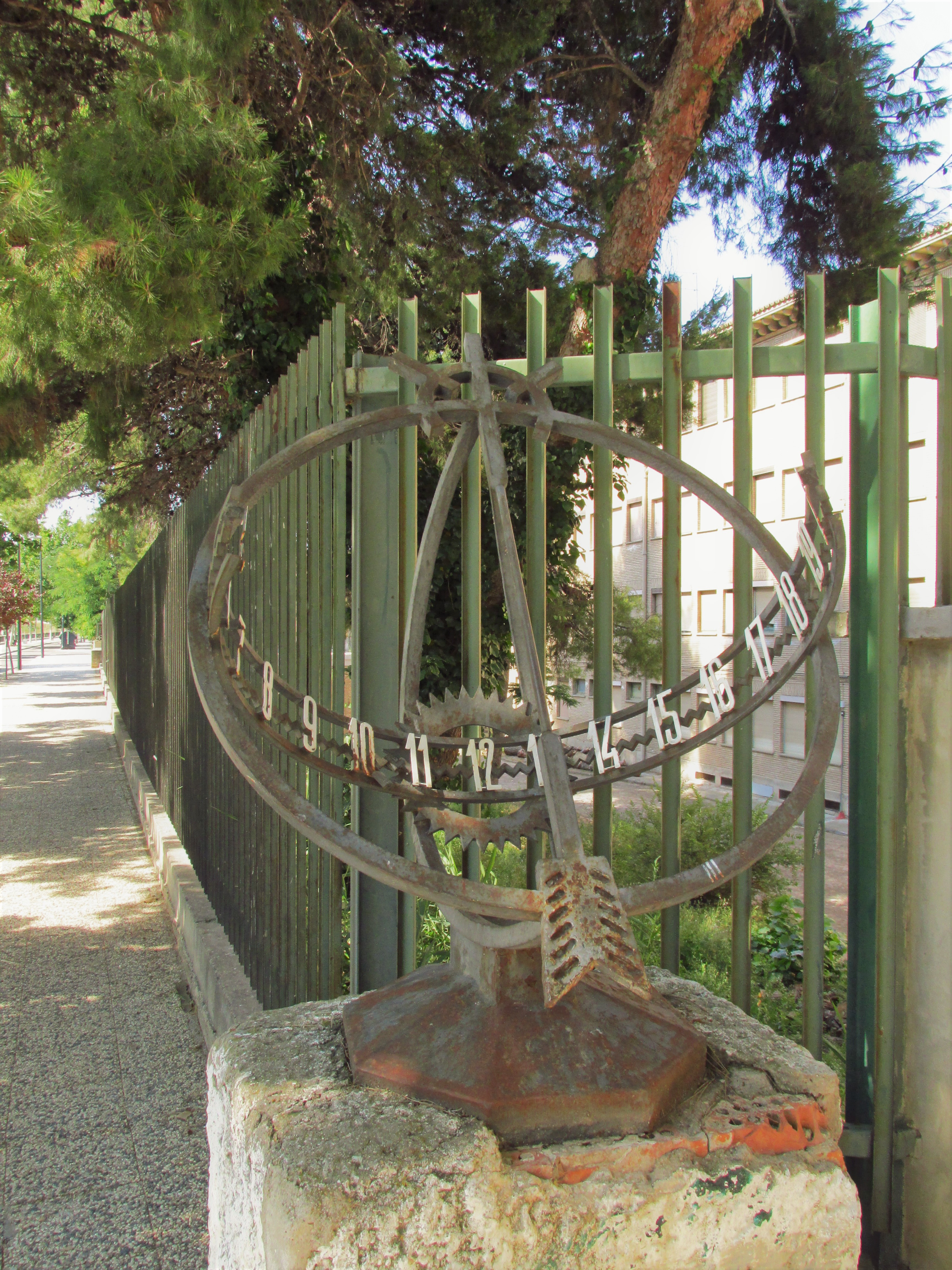
Reloj de Sol IES Virgen del Pilar.
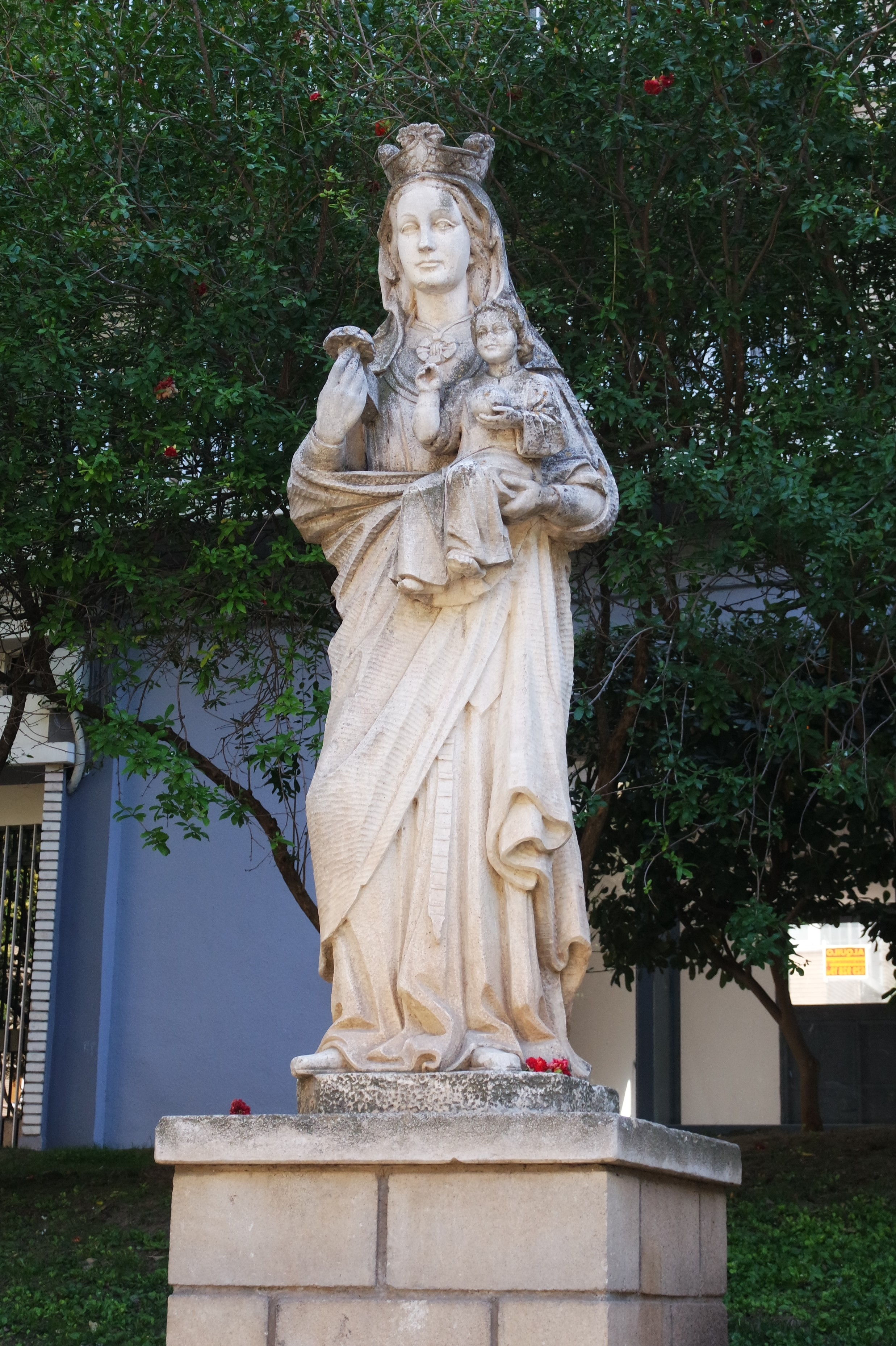
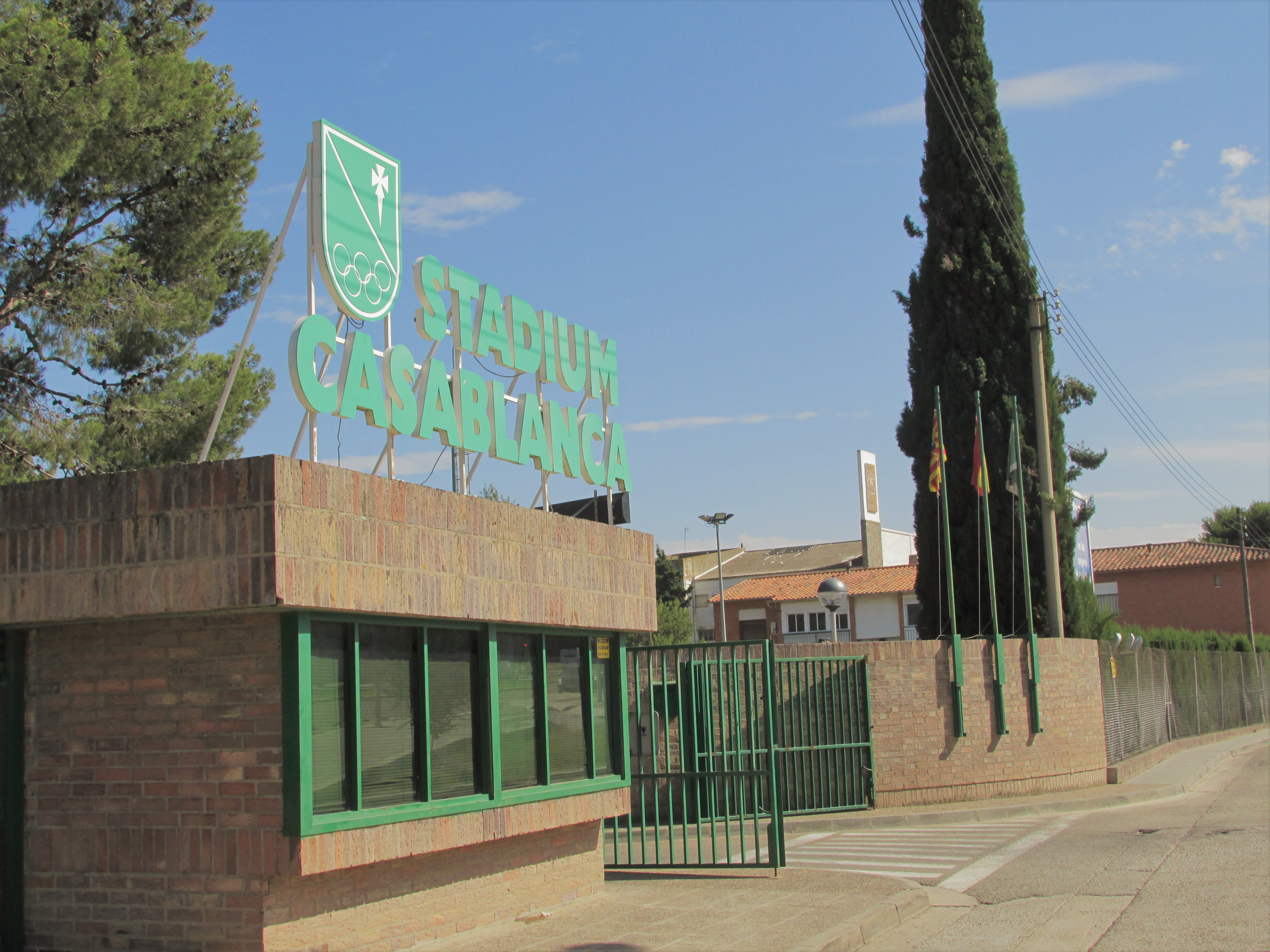
Stadium Casablanca.
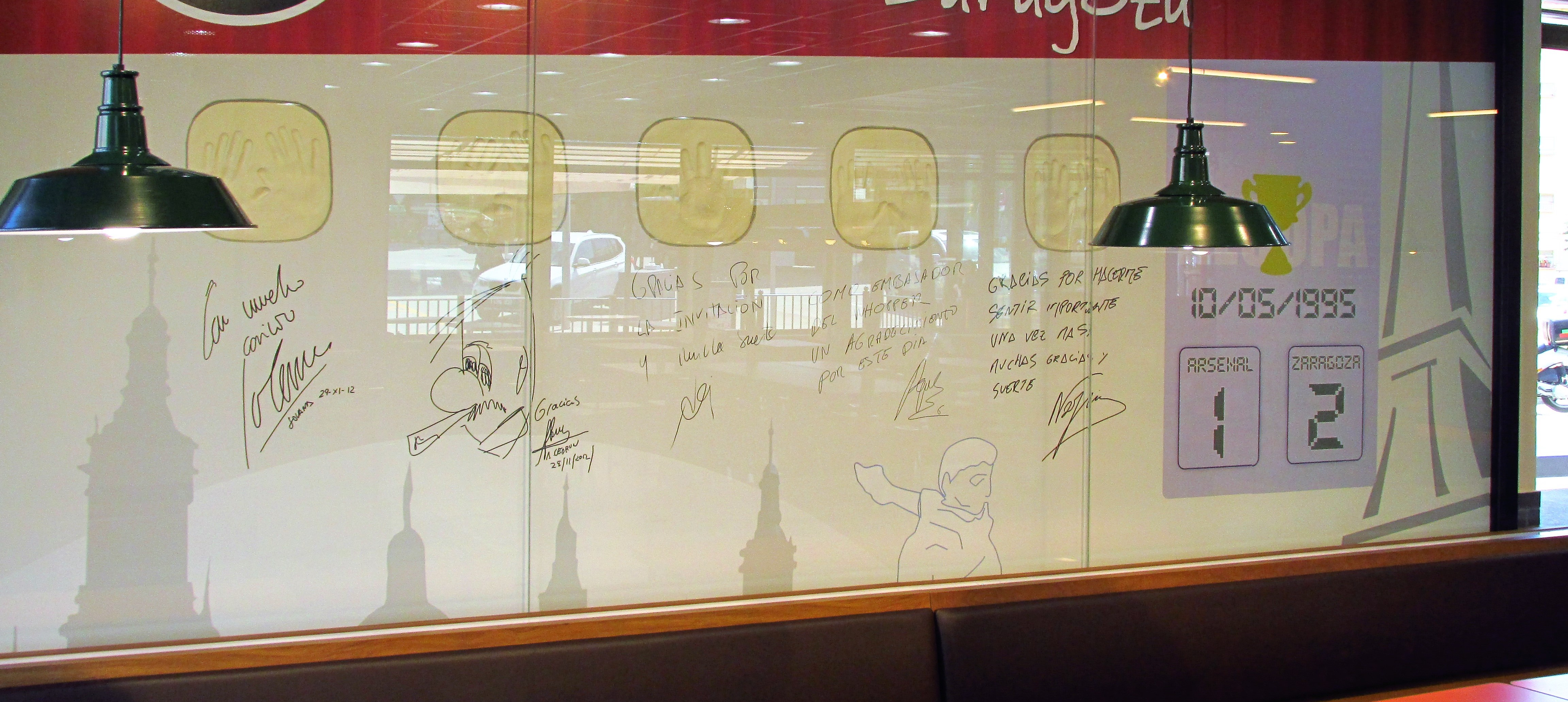
Losa de triunfo de la Recopa —En la actualidad, no existe—.
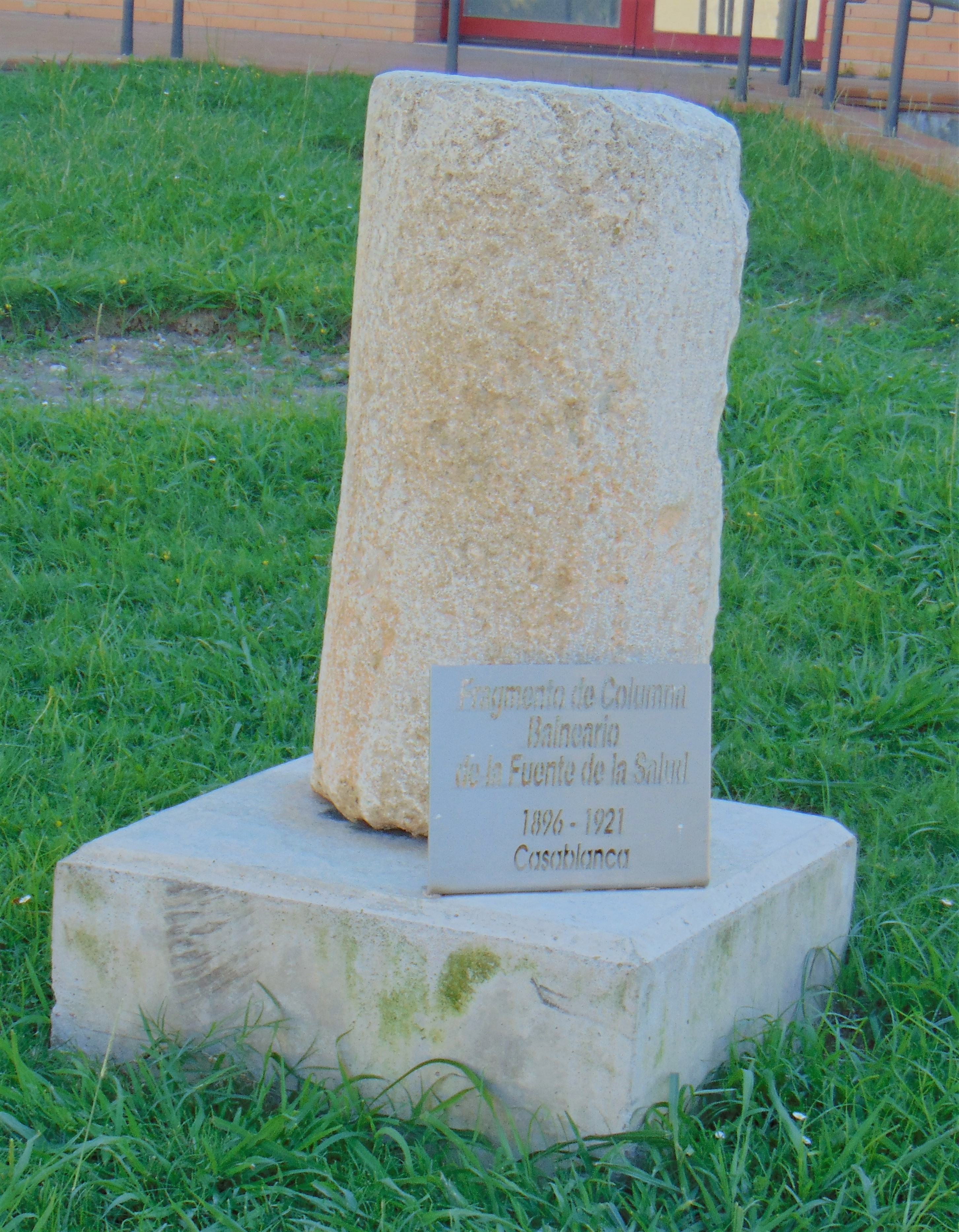
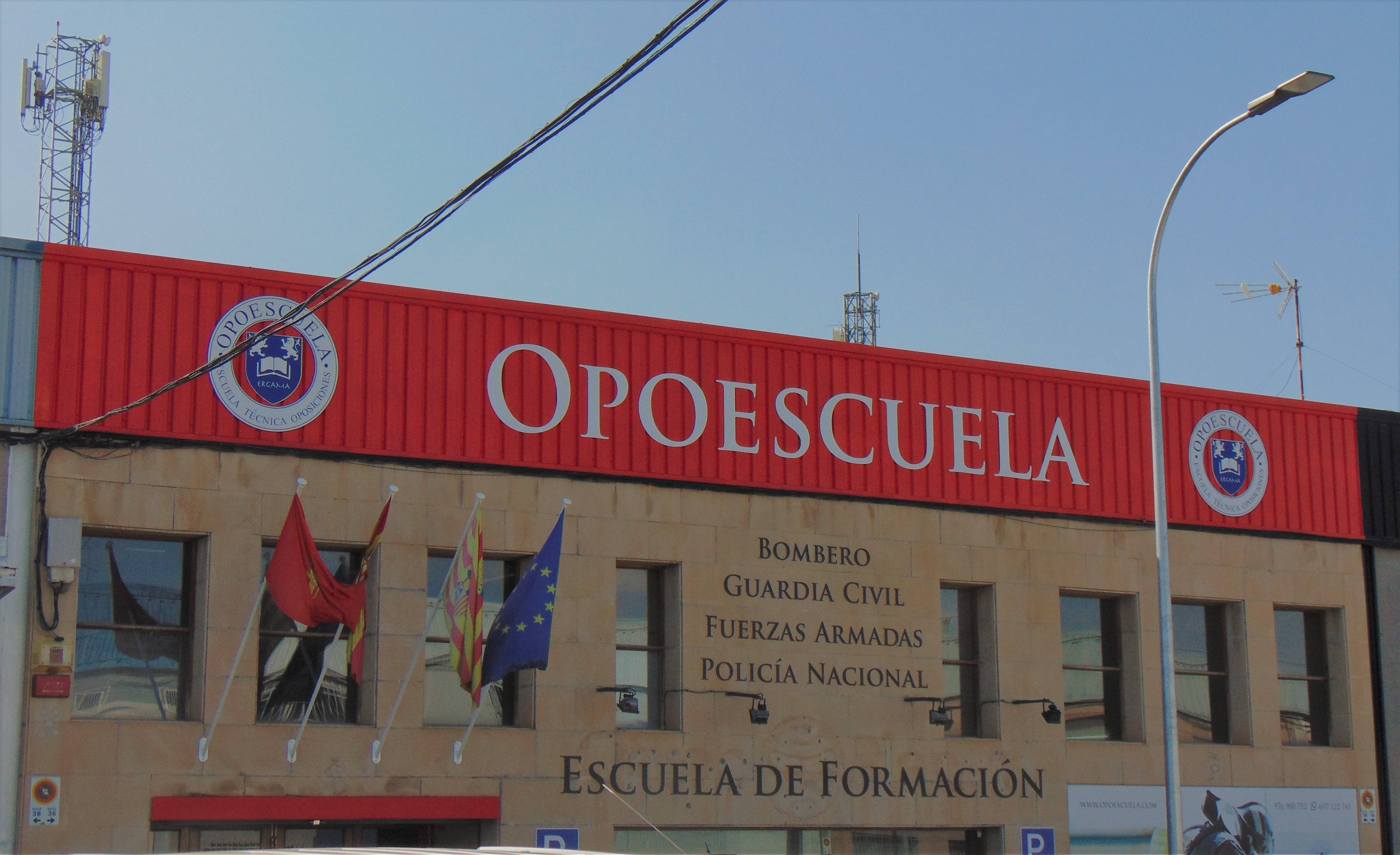
Opoescuela.
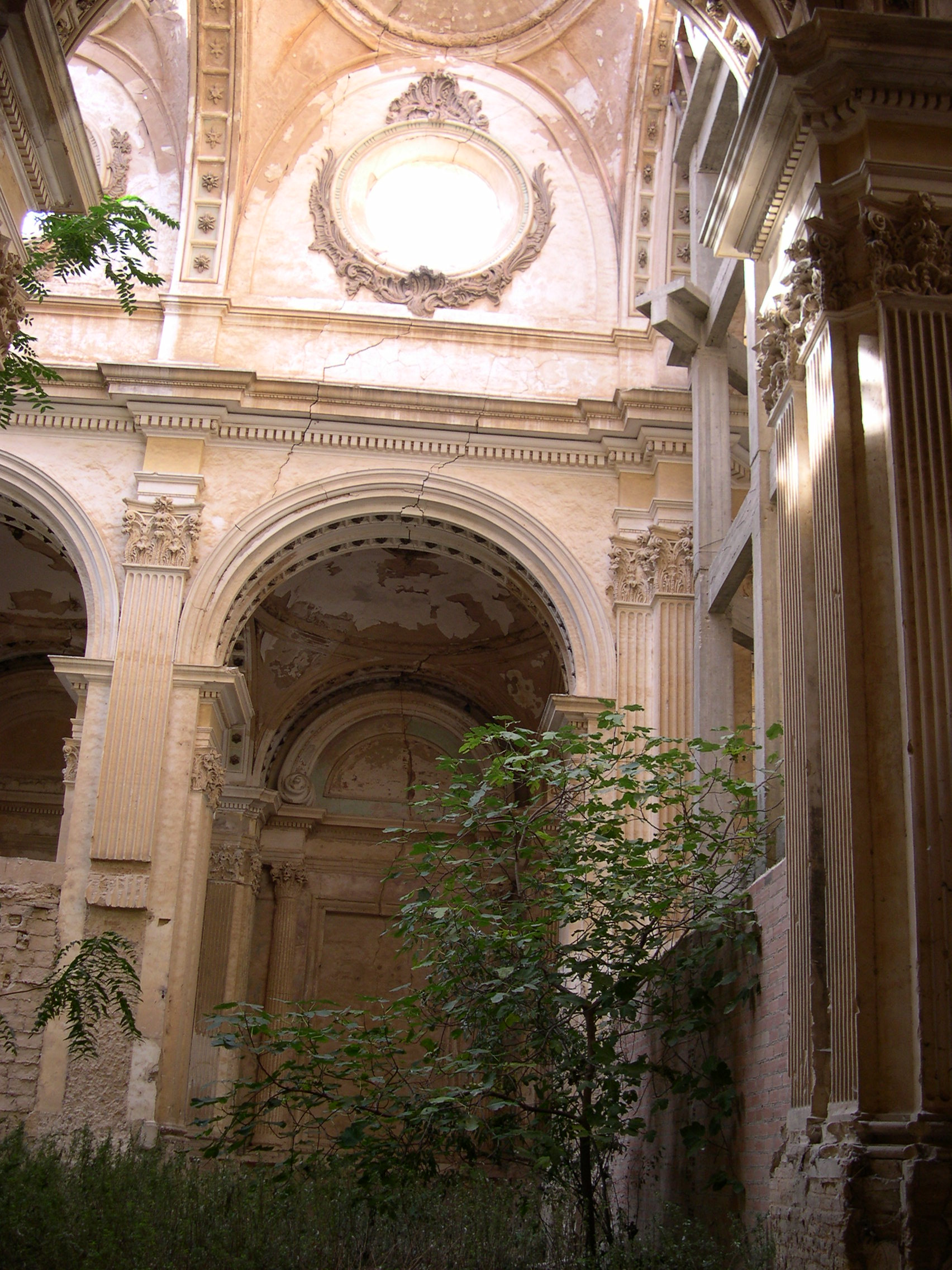
Monasterio de Santa Fe.

## Equipamientos
- Centro de Salud Casablanca en la calle Viñedo Viejo, 10.
- Centro Cívico Isaac Valero en la calle
- IES Virgen del Pilar
- Academia Opoescuela en el Polígono Argualas, 36.